# Coleco
Coleco was een Amerikaans bedrijf vooral bekend van de spelcomputer ColecoVision en het uitgeven van computerspellen. 
Tegenwoordig is Coleco een holdings bedrijf. Dit betekent dat ze geen nieuwe software/hardware meer maken maar de naam van het bedrijf verhuren aan andere bedrijven. 

## Geschiedenis
Het bedrijf is in 1932 opgericht door Maurice Greenberg onder de naam Connecticut Leather Company en verkocht leren onderdelen voor schoenmakers. In de jaren 60 produceerden ze plastic zwembaden, de leerafdeling werd toen verkocht. 
In 1975, naar aanleiding van het succes van de Atari Pong, produceerde Coleco zijn eerste spelcomputer, de Coleco Telstar. Daarna produceerde ze kleine tafelblad-computerspelletjes. In 1982 lanceerde ze de ColecoVision, een spelcomputer die grafisch meer mogelijkheden had dan de populaire Atari 2600. Daarnaast brachten ze ook computerspellen uit voor de spelcomputers van concurrenten zoals de Atari 2600 en de Intellivision van Mattel. Tevens produceerden ze een kloon van de Atari 2600, de Coleco Gemini.   
Tijdens het instorten van spelcomputermarkt in 1983, besloot Coleco zich te richten op homecomputers. De lancering van de homecomputer Coleco Adam was echter geen succes, met als gevolg dat Coleco zich volledig terugtrok uit de markt van elektronica. Ze hadden nog wel succes met de Cabbage Patch Kids-poppen en in 1986 met Alf-poppen. Dit was echter niet voldoende om het bedrijf te redden van de ondergang en ze gingen failliet. In 1989 werd Coleco gekocht door de speelgoedfabrikant Hasbro. 